# 金昌燮
金 昌燮（キム・チャンソプ、朝鮮語: 김창섭、1946年1月2日 - 2020年6月9日）は、朝鮮民主主義人民共和国の軍人、政治家。朝鮮労働党中央委員会政治局委員候補、国家安全保衛部政治局長などを歴任。朝鮮人民軍における軍事称号（階級）は上将。

## 経歴
1946年に平安南道殷山郡で生まれた。金日成高級党学校卒業。2003年に最高人民会議第11期代議員に選出された。国家安全保衛部政治局副局長、国家安全保衛部副部長などを経て2009年に政治局局長に就任した。2010年9月には朝鮮労働党中央委員会政治局委員候補に選出され、2014年6月まで務めた。国家安全保衛部の政治局長が政治局委員候補に選出されたのは初めて。
2020年6月9日に死去。金正恩朝鮮労働党委員長から花輪が贈られた。

## 参考サイト
- 북한정보포털